# كوبان (باغ صفا)
کوبان (بالفارسية: کوپان) هي منطقة سكنية تقع في إيران في قسم باغ صفا الريفي. يقدر عدد سكانها بـ 837 نسمة .